# Георги Темелков
Георги Лазаров (Ласков) Темелков е български опълченец.

## Биография
Темелков е роден в разложкото село Добринища, тогава в Османската империя, днес в България. В 1876 година се включва в подготовката на въстание.
При избухването на Руско-турската война в 1877 година, на 15 май се записва доброволец в Българското опълчение и е зачислен в I рота на IV опълченска дружина. Сражава се при Шипка и Шейново. По-късно е знаменосец на дружината. След създаването на Княжество България се заселва в София.
При избухването на Сръбско-българската война в 1885 година е доброволец в Българската армия, участва в боевете при Сливница и Драгоман.
На 7 февруари 1923 година е обявен за почетен гражданин на Габрово заедно с останалите живи по това време опълченци, известни на габровци.
Умира след 1930 година в София.

## Памет
Обелиск в чест на Георги Темелков е издигнат в Добринище, в центъра на парка пред балнеосанаториума. Обелискът е изграден от бетон и мозайка, с мраморна плоча, на която е вдълбано: „с. Добринище е родно място на опълченеца знаменосец Георги Лазаров Темелков от Шипка и Стара Загора“.

## Галерия
- Паметник на Темелков в Добринище
- Георги Темелков